# 托马斯·莱奇
托马斯·莱奇（德語：Thomas Letsch，1968年8月26日—）是一位德国足球教练，目前执教奧地利足球超級聯賽俱乐部薩爾斯堡紅牛。

## 教练生涯
莱奇从未担任职业足球运动员，他的教练生涯始于业余球队上埃斯林根/采尔（VfB Oberesslingen/Zell），在那里司职球员兼教练。2001年7月，他成为斯图加特踢球者预备队的主教练，并在2002-03赛季升任一线队的助理教练。之后莱奇于2003年转投海尔布隆，并担任了一个赛季的主教练。从2005年1月到2007年7月，他是乌尔姆1846的助理教练。2008年1月至2009年6月，他又执教了索嫩霍夫大阿斯帕赫。
2012年7月，莱奇前往萨尔茨堡，执教萨尔茨堡红牛的16岁以下梯队。两个月后，他也被任命为俱乐部青训学院的足球总监。在接下来的一个赛季中，他还被提升为一线队助理教练。自2014年7月起，莱奇转而担任18岁以下梯队主教练，并率队夺得2014-15赛季的奥地利青年联赛冠军，从而得以参加2015-16赛季的欧洲青年联赛。2015年6月，莱奇接替彼得·蔡德勒成为奥乙俱乐部利菲林的主教练。2015年12月，当蔡德勒又被萨尔茨堡红牛解雇后，莱奇还以代理主教练身份指挥了两场红牛的比赛。
2017年6月18日，德乙俱乐部厄尔士山奥厄任命莱奇为球队的新主帅，以一份为期三年的合同取代了转投沙尔克04的。然而，在经历了开局三连败之后，俱乐部便以糟糕的状态和赛果为由解雇了莱奇。
莱奇于2018年2月27日取代了托马斯·芬克，接掌奥超俱乐部奥地利维也纳的指挥权直至赛季结束。同年5月14日，他获得了一份为期两年的合同，直到2020年，并可以选择延长至第三年。但莱奇实际于2019年3月11日便遭解雇，当时维也纳人在联赛积分榜上仅列第三。
至2020-21赛季，他转而担任荷甲俱乐部维特斯主教练，接替了该队的标志性人物爱德华·斯图林。莱奇率队在接下来的联赛中获得了第四名，闯入荷兰杯决赛（1-2不敌阿贾克斯），然后在随后的2021-22赛季进入了新设立的欧洲协会联赛的16强。
2022年9月22日，德甲俱乐部波鸿宣布任命莱奇为新任主教练。他是在2022-23赛季已进行六轮之后接管球队，当时仅积0分积分榜垫底，但令人惊讶的是，他率队在最后一轮以3-0击败拜耳勒沃库森，波鸿得以直接保级成功。